# Andrena stoeckhertella
Andrena stoeckhertella är en biart som beskrevs av Pittioni 1948. Andrena stoeckhertella ingår i släktet sandbin, och familjen grävbin. Inga underarter finns listade i Catalogue of Life.